# 鄭水心
鄭水心（1900年—1975年4月17日），原名天健，香山縣人。中国近代政治人物、文学家。

## 生平
早年從事新聞事業，1923年起主編香港《大光報》。民國27年（1938）任湖南省政府主任秘書，後相繼調任湖南《國民日報》社長、湖南省幹部訓練團訓導處處長。1945年任中國國民黨湖南省黨部委員兼宣傳處處長。1948年任中山縣縣長，1949年赴香港，從事教育及著書，曾任香江書院、德明書院、新亞書院、香港中文大學聯合書院教授。長於詩詞，著有《水心樓詞話》、《水心樓詩話》等。1975年4月17日在香港病逝。